# Farquharsonia africana
Farquharsonia africana är en tvåvingeart som först beskrevs av Ephraim Porter Felt 1928.  Farquharsonia africana ingår i släktet Farquharsonia och familjen gallmyggor.
Artens utbredningsområde är Liberia. Inga underarter finns listade i Catalogue of Life.